# نظام پارلمانی
نظام پارلمانی یا نظام مجلسی نوعی حکمرانی مردم‌سالار است که در آن قوه مجریه مشروعیت مردم‌سالار خود را از قوه مقننه اقتباس کرده و در برابر آن پاسخگو است. نظام پارلمانی نوعی نظام حکومتی است که از تفکیک نسبی قوا ایجاد می‌شود. در رژیم‌های پارلمانی قوه مجریه و قوه مقننه از ابزارهایی برای اثرگذاری و نفوذ بر یکدیگر برخوردارند.
در نظام‌های پارلمانی رئیس کشور و رئیس قوه مجریه دو شخص متفاوت هستند. رئیس کشور که ممکن است رئیس‌جمهور (در نظام‌های جمهوری پارلمانی) (مثل عراق، آلمان، هندوستان، ایتالیا، پاکستان و فنلاند) یا پادشاه (در نظام‌های مشروطه سلطنتی) (مثل ژاپن، اسپانیا و بریتانیا) باشد، نقش مهمی ندارد و از مسئولیت مبرا می باشد. رئیس قوه مجریه که معمولاً نخست‌وزیر نامیده می‌شود به پیشنهاد رئیس کشور و انتخاب پارلمان مشخص می‌شود. اعضای هیئت وزیران در این سیستم حق پیشنهاد قانون به مجلس و شرکت در مذاکرات و مباحثات مجلس نمایندگان یا انحلال پارلمان را دارند و از سوی دیگر پارلمان نیز حق سؤال، استیضاح و دادن رأی عدم اعتماد به آنان را دارد. در تعداد کمی از جمهوری‌های پارلمانی مانند بوتسوانا، آفریقای جنوبی، سورینام، رئیس کشور همزمان رئیس دولت نیز می‌باشد ولی توسط قوه مقننه انتخاب شده و به آن پاسخگو است.
این بر خلاف نظام ریاستی است که رئیس کشور همزمان می تواند همان رئیس دولت بوده و مهمتر از آن قوه مجریه مشروعیت خود را از قوه مقننه نمی‌گیرد.

## تاریخچه
شکل امروزی نظام حکمرانی صدر اعظم در سده ۱۸ میلادی در پادشاهی بریتانیای کبیر و سوئد رخ داده‌است.

## فهرست کشورها

### آفریقا
| کشور          | ارتباط بین قوه مقننه و مجریه                                |
| ------------- | ----------------------------------------------------------- |
| بوتسوانا      | پارلمان رئیس‌جمهور را برمی‌گزیند که وی کابینه را تعیین می‌کند  |
| اتیوپی        | مجمع فدرال پارلمان هیئت وزیران را برمی‌گزیند                 |
| موریس         | مجمع ملی کابینه را برمی‌گزیند                                |
| سومالی        | پارلمان فدرال هم رئیس‌جمهور و هم نخست‌وزیر را برمی‌گزیند       |
| آفریقای جنوبی | پارلمان رئیس‌جمهور را انتخاب می‌کند که وی کابینه را برمی‌گزیند |

### آمریکا و کارائیب
| کشور                   | ارتباط بین قوه مقننه و مجریه                                                                                             |
| ---------------------- | --- |
| آنتیگوآ و باربودا      | پارلمان کابینه را تأیید می‌کند                                                                                            |
| باهاما                 | پارلمان کابینه را تأیید می‌کند                                                                                            |
| باربادوس               | پارلمان کابینه را تأیید می‌کند                                                                                            |
| بلیز                   | پارلمان کابینه را تأیید می‌کند                                                                                            |
| کانادا                 | رهبر حزب اکثریت مجلس عوام نخست‌وزیر را توسط حاکم کل کانادا نصب می‌کند که وی سپس کابینه را با مشورت نخست‌وزیر نصب می‌کند      |
| دومینیکا               | پارلمان کابینه را تأیید می‌کند                                                                                            |
| گرنادا                 | رهبر حزب اکثریت مجلس نمایندگان نخست‌وزیر را توسط حاکم کل کانادا نصب می‌کند که وی سپس کابینه را با مشورت نخست‌وزیر نصب می‌کند |
| جامائیکا               | پارلمان کابینه را منصوب می‌کند                                                                                            |
| سنت کیتس و نویس        | مجمع ملی نخست‌وزیر را انتخاب می‌کند                                                                                        |
| سنت لوسیا              | پارلمان نخست‌وزیر را منصوب می‌کند                                                                                          |
| سنت وینسنت و گرنادین‌ها | مجمع نخست‌وزیر را منصوب می‌کند                                                                                             |
| سورینام                | مجمع ملی رئیس‌جمهور را انتخاب می‌کند که وی کابینه را منصوب می‌نماید                                                         |
| ترینیداد و توباگو      | پارلمان نخست‌وزیر را تأیید می‌کند                                                                                          |

### آسیا
| کشور         | ارتباط بین قوه مقننه و مجریه                                                              |
| ------------ | ----------------------------------------------------------------------------------------- |
| بنگلادش      | جاتیو سنگشاد بهابان کابینه را تأیید می‌کند                                                 |
| بوتان (کشور) | پارلمان هیئت وزیران را تأیید می‌کند                                                        |
| کامبوج       | پارلمان هیئت وزیران را تأیید می‌کند                                                        |
| هند          | مجلس عوام نخست‌وزیر را تأیید می‌کند که وی کابینه را تشکیل می‌دهد                             |
| عراق         | مجلس نمایندگان کابینه را تأیید می‌کند                                                      |
| اسرائیل      | کنست کابینه را تأیید می‌کند                                                                |
| ژاپن         | هر دو مجلس عوام و اعیان نخست‌وزیر را منصوب می‌کنند که وی کابینه را منصوب می‌نماید            |
| کویت         | مجمع ملی ولیعهد را تأیید می‌کند که وی نخست‌وزیر را منصوب می‌نماید که وی کابینه را مصوب می‌کند |
| قرقیزستان    | مجمع اعلا کابینه را تأیید می‌کند                                                           |
| لبنان        | پارلمان کابینه را تأیید می‌کند                                                             |
| مالزی        | پارلمان کابینه را منصوب می‌کند                                                             |
| میانمار      | مجمع اتحادیه توسط کالج الکترال رئیس‌جمهور را انتخاب می‌کند که کابینه را تشکیل می‌دهد         |
| نپال         | پارلمان نخست‌وزیر را انتخاب می‌کند که وی کابینه را منصوب می‌نماید                            |
| پاکستان      | پارلمان کابینه را منصوب می‌کند                                                             |
| سنگاپور      | پارلمان کابینه را تأیید می‌کند                                                             |
| تایلند       | خانه نمایندگان نخست‌وزیر را منصوب می‌کند که وی کابینه را منصوب می‌نماید                      |
| چین          | کنگره خلق هیئت اجرایی (کابینه) و رئیس‌جمهور را انتخاب می‌کند                                |

اروپا
| کشور          | ارتباط بین قوه مقننه و مجریه |
| ------------- | --- |
| آلبانی        | پارلمان کابینه را تأیید می‌کند |
| اتریش         | مجمع ملی می‌تواند کابینه را با رأی عدم اعتماد منحل کند                                                                                            |
| بلژیک         | پارلمان کابینه را تأیید می‌کند |
| بلغارستان     | پارلمان هیئت وزیران را منصوب می‌کند |
| کرواسی        | پارلمان نخست‌وزیر و کابینه منصوب شده توسط وی را تأیید می‌کند                                                                                       |
| جمهوری چک     | رئیس‌جمهور رهبر بزرگتری حزب یا ائتلاف داخل پارلمان را به عنوان نخست‌وزیر منصوب کرده تا وی کابینه را تشکیل دهد                                      |
| دانمارک       | پادشاه بر اساس توصیه‌های رهبران احزاب مجلس رهبر کابینه را منصوب می‌کند که وی به احتمال زیاد موفق به تشکیل کابینه می‌شود که توسط اکثریت مجلس رد نشود |
| استونی        | پارلمان کابینه را منصوب می‌کند |
| فنلاند        | پارلمان کابینه را منصوب می‌کند |
| آلمان         | مجلس نمایندگان صدر اعظم را منصوب می‌کند که وی کابینه را تشکیل می‌دهد                                                                               |
| یونان         | پارلمان کابینه را تأیید می‌کند |
| مجارستان      | پارلمان کابینه را تأیید می‌کند |
| ایسلند        | پارلمان کابینه را منصوب می‌کند |
| جمهوری ایرلند | پارلمان کابینه را منصوب می‌کند |
| ایتالیا       | پارلمان به کابینه منصوب شده توسط رئیس‌جمهور رأی اعتماد می‌دهد                                                                                      |
| کوزوو         | پارلمان کابینه را تأیید می‌کند |
| لتونی         | پارلمان کابینه وزیران را منصوب می‌کند |
| لوکزامبورگ    | مجلس معاونان کابینه را منصوب می‌کند |
| مقدونیه شمالی | مجمع دولت را تأیید می‌کند |
| مالت          | مجلس نمایندگان کابینه را منصوب می‌کند |
| مولدووا       | پارلمان کابینه را منصوب می‌کند |
| مونته‌نگرو     | پارلمان دولت را منصوب می‌کند |
| هلند          | مجلس ملی می‌تواند کابینه را طی رأی عدم اعتماد منحل کند                                                                                            |
| نروژ          | پادشاه نماینده مجلس را که بزرگتری حزب را رهبری می‌کند به عنوان نخست‌وزیر منصوب می‌کندکه وی کابینه را تشکیل می‌دهد                                    |
| لهستان        | پارلمان کابینه را تأیید می‌کند |
| صربستان       | مجمع ملی دولت را منصوب می‌کند |
| اسلواکی       | مجمع ملی دولت را تأیید می‌کند |
| اسلوونی       | مجمع ملی دولت را منصوب می‌کند |
| اسپانیا       | کنگره معاونین رئیس دولت را انتخاب می‌کند که وی کابینه را تشکیل می‌دهد                                                                              |
| سوئد          | پارلمان نخست‌وزیر را انتخاب می‌کند که وی اعضای دیگر دولت را منصوب می‌نماید                                                                          |
| ترکیه         | مجلس اعلای ملی کابینه را تأیید می‌کند |
| بریتانیا      | پادشاه نماینده مجلسی که رهبر بزرگترین ائتلاف مجلس عوام است را به عنوان نخست‌وزیر منصوب می‌کند که وی کابینه را تشکیل می‌دهد                          |

### اقیانوسیه
| کشور          | ارتباط بین قوه مقننه و مجریه |
| ------------- | --- |
| استرالیا      | رهبر حزب سیاسی که دارای پشتیبانی اکثریت مجلس نمایندگان است توسط حاکم کل به عنوان نخست‌وزیر منصوب می‌شود که وی سپس کابینه را منصوب می‌نماید |
| نیوزیلند      | پارلمان کابینه را منصوب می‌کند |
| پاپوآ گینه نو | پارلمان ملی کابینه را منصوب می‌کند |
| ساموآ         | مجمع قانونگذاری کابینه را منصوب می‌کند                                                                                                   |
| وانواتو       | پارلمان کابینه را منصوب می‌کند |